# Eurajoki (Fluss)
Der Eurajoki (finn.) (schwedisch Eura å) ist ein Fluss im äußersten Südwesten Finnlands in der Landschaft Satakunta.
Der Fluss bildet den Abfluss des 44,9 m hoch gelegenen Sees Pyhäjärvi.
Er verlässt ihn an dessen Nordufer, fließt in nördlicher Richtung und passiert die Orte Eura und Kiukainen.
An der Mündung des rechten Nebenflusses Köyliönjoki wendet sich der Eurajoki nach Westen.
Der Fluss durchfließt die gleichnamige Kleinstadt Eurajoki und mündet wenige Kilometer weiter westlich in die Bucht Eurajoensalmi und in den Bottnischen Meerbusen.
Der Fluss Eurajoki hat eine Länge von 52 km und entwässert ein Gebiet mit einer Fläche von 1336 km².
Der mittlere Abfluss am Pegel Pappilankoski östlich von Eurajoki liegt bei 9,2 m³/s.